# Новодевичья слобода
Новоде́вичья слобода́ — одна из московских слобод. Существовала в XVI — XVII веках.
Новодевичья слобода находилась по соседству с Саввинской монастырской слободой. Её история самым тесным образом переплелась с историей Новодевичьего монастыря, основанного в 1524 году. В отличие от Зачатьевского «стародевичьего» монастыря на Остоженке, он стал именоваться Новодевичьим.
С самого начала эта обитель служила важным пунктом в обороне Москвы, она защищала западные подходы к столице. Монастырские стены являются сложным фортификационным сооружением, с различными видами боёв. В геометрическом плане они представляют собой неправильный четырёхугольник периметром 840 метров, с угловыми круглыми башнями, между которыми поставлены ещё восемь четырёхугольных. Стратегическое значение монастыря особенно было оценено в Смутное время, когда в период осады Москвы он переходил несколько раз из рук в руки. И после событий начала XVII века в нем постоянно размещался гарнизон из ратных людей, для которых около угловых башен специально были выстроены стрелецкие караульни. При этом Часть стрельцов проживала в монастырской слободе. Всего в ней, по данным 1638 года, насчитывалось 132 двора. К 1678 году их количество сократилось до 93. Центром слободы являлась церковь Усекновения главы Иоанна Предтечи, первые сведения о которой датируются 1625 годом.